# Nébia Maria Almeida de Figueiredo
Nébia Maria Almeida de Figueiredo (Crato, 09 de março de 1943) é uma Enfermeira, Pesquisadora e Escritora brasileira reconhecida por sua contribuição acadêmica e profissional na área da Enfermagem. Professora Emérita da Universidade Federal do Estado do Rio de Janeiro (UNIRIO), destacou-se na pesquisa sobre Corpo, Cuidado e Saúde escrevendo e publicando diversas obras científicas.

## Biografia
Nascida no Crato, no interior do Ceará, Nébia Maria Almeida de Figueiredo cresceu em um ambiente marcado pela solidariedade e pelo cuidado ao próximo. Desde cedo, a convivência com pessoas carentes e a influência de sua mãe, sempre atenta aos necessitados, moldaram sua sensibilidade para o cuidado. No entanto, foi uma experiência dolorosa que a fez enxergar sua verdadeira vocação: a perda precoce de sua irmã, que faleceu por complicações pós-operatórias de uma apendicite. Durante esse período difícil, a presença cuidadosa de sua tia enfermeira foi um exemplo marcante. O carinho e a dedicação nos últimos momentos da vida de sua irmã despertaram nela um profundo desejo de seguir o caminho da enfermagem  .
Ainda jovem, engajou-se em atividades sociais, participando de ações na cidade que morava no Colégio Santa Tereza de Jesus e na Igreja Nossa Senhora da Penha, levando alimento, medicamentos e conforto às famílias nascidas em sua cidade natal, Nébia Maria Almeida de Figueiredo cresceu em um ambiente marcado pela solidariedade e pelo cuidado ao próximo. Determinada a se tornar Enfermeira, tomou a difícil decisão de deixar sua terra e seguir para o Rio de Janeiro, onde ingressou na Escola de Enfermagem Anna Nery, da então Universidade do Brasil (hoje UFRJ). Lá, percebeu que a Enfermagem ia além das técnicas e procedimentos: exigia humanidade, sensibilidade e um olhar atento às necessidades do paciente. Nos corredores da escola e no Hospital-Escola São Francisco de Assis, aplicava os conhecimentos adquiridos, aprofundando sua compreensão sobre o que realmente significava ser Enfermeira .
Como estudante, enfrentou reflexões profundas sobre os estigmas da profissão. Sentia-se dividida entre os papéis de "sagrado" e "profano", imagens socialmente atribuídas às Enfermeiras. No entanto, compreendeu que a Enfermagem era, acima de tudo, a arte do cuidado, que unia técnica e emoção, intuição e conhecimento .
Ao concluir sua formação, lançou-se ao mundo profissional, acumulando experiências em diferentes áreas. No Instituto de Doença do Tórax (UFRJ), trabalhou com pacientes com doenças pulmonares, especialmente tuberculose. No Departamento de Saúde Pública do Estado do Rio de Janeiro, aproximou-se das políticas de saúde coletiva. No Hospital Universitário Gaffrée e Guinle (HUGG), dedicou 25 anos ao cuidado em diversas unidades , onde participou na elaboração de diversos documentos, como em 1984, em que atuou ativamente para a criação do Primeiro Manual de Normas, Rotinas e Procedimentos de Enfermagem do Hospital Universitário Gaffrée e Guinle (HUGG). Nesse trabalho, foram elaborados todos os protocolos do Serviço de Obstetrícia .
Ao longo de sua trajetória, não se limitou aos espaços hospitalares. Trabalhou com adolescentes em situação de vulnerabilidade, presidiários, prostitutas, idosos e pacientes com HIV/AIDS. Cada experiência a ensinou mais sobre a importância do cuidado e da enfermagem como ferramenta de transformação social. Sua atuação também se estendeu à gestão . Como diretora do Hospital Escola São Francisco de Assis (HESFA/UFRJ), em 1988,  implementou um dos mais avançados projetos de saúde com enfoque interdisciplinar  que apoiava-se em três princípios norteadores: cuidado de qualidade a partir da visão dos clientes, administração através de uma estrutura leve e flexível  e interdisciplinaridade como marco de referência e método de trabalho . Mais tarde, criou a Superintendência de Enfermagem no HUGG/UNIRIO, a primeira do país, reforçando sua visão inovadora para a profissão .
Na docência, encontrou um novo propósito. Durante 19 anos, lecionou na Escola de Enfermagem Anna Nery (UFRJ), compartilhando sua experiência e incentivando reflexões sobre o papel social e político da enfermagem. Preocupada em compreender melhor a relação entre saúde e cuidado, buscou um novo espaço de conhecimento concluiu seu doutorando em 1994 e mudou-se para a Escola de Enfermagem Alfredo Pinto da Universidade Federal do Estado do Rio de Janeiro (UNIRIO) em 1996 .
Nessa nova fase na Escola de Enfermagem Alfredo Pinto  criou, em 1997, o Programa de Extensão Fábrica de Cuidados que consolidou-se como uma referência na comunidade em que foi implementado 

. 
Seu principal objetivo consiste na análise das respostas biológico-sociais dos pacientes aos estímulos ambientais e aos cuidados oferecidos pelos profissionais de saúde. Para isso, fundamenta-se em três pilares essenciais: a prestação de assistência de qualidade, a administração participativa voltada para a gestão da excelência e a produção de novos conhecimentos científicos .
O Programa disponibiliza serviços de cuidado à população residente nas proximidades da Escola de Enfermagem Alfredo Pinto (EEAP), abrangendo comunidades como a Associação de Moradores da Lauro Muller e Adjacências (ALMA) e a Associação de Moradores da Vila Benjamin Constant (AMOVILA)  . Além disso, estende suas ações à comunidade acadêmica da Universidade Federal do Estado do Rio de Janeiro (UNIRIO), atendendo discentes, docentes, servidores técnico-administrativos e trabalhadores terceirizados .   
Durante sua trajetória na Universidade Federal do Estado do Rio de Janeiro (UNIRIO) lutou pela implantação do periódico científico “Revista de Pesquisa Cuidado é Fundamental Online”, atuou diretamente para o fortalecimento do primeiro Programa de Pós-Graduação com curso de mestrado acadêmico da UNIRIO criado na área da Enfermagem, PPGENF (Programa de Pós Graduação em Enfermagem), do qual foi coordenadora em 1999 , e propôs junto com sua equipe de trabalho a criação do Programa de Pós-Graduação em Enfermagem e Biociências (PPGENFBIO) – Doutorado (criado em 2010) e posteriormente propôs o Programa de Pós-Graduação em SAÚDE E TECNOLOGIA NO ESPAÇO HOSPITALAR (PPGSTEH) – Mestrado Profissional (criado em 2013) .
Nessa trajetória pela Escola de Enfermagem Alfredo Pinto, tornou-se Diretora em 2010  e  consolidou-se como referência acadêmica na área de Enfermagem, aprofundando ainda mais sua pesquisa sobre os aspectos subjetivos e científicos do cuidado . Atualmente, é Professora Emérita da UNIRIO   , onde segue formando novas gerações de enfermeiros e pesquisadores   . Com uma carreira com inúmeras produções, publicou mais de 230 artigos em periódicos especializados, escreveu mais de 230 capítulos de livros e possui mais de 58 livros publicados   . Entre 1997 e 2012, coordenou sete projetos de pesquisa e, atualmente, lidera dois projetos voltados para o avanço da enfermagem no Brasil . 
Em sua atuação na pós-graduação orientou 80 dissertações de mestrado e 35 teses de doutorado    .

## Obras
Entre as diversas produções científicas destacam-se a publicação de livros e capítulos, artigos científicos, produções autorais de pinturas e desenhos artísticos.
| Título | Ano de Publicação | Autores | Editora                                |
| --- | ----------------- | --- | -------------------------------------- |
| A MAIS BELA DAS ARTES... O PENSAR E O FAZER DA ENFERMAGEM: Bases teóricas e práticas para uma teoria do cuidado/conforto          | 2024              | FIGUEIREDO, N. M. A.; MACHADO, W.C.A.; TONINI, T. | CRV                                    |
| REABILITAÇÃO III - A EXPRESSÃO DA DOR EM PESSOAS COM NECESSIDADES DE CUIDADOS ESPECIAIS: Uma linguagem sígnica e interdisciplinar | 2024              | MACHADO, W. C. A. (Org.); FIGUEIREDO, N. M. A. (Org.); MARTINS, M. M. (Org.); REZENDE, L. K. (Org.)                                                                                                  | CRV                                    |
| Aplicação da Gelotologia em idosos: o riso como estratégias do cuidar. Arte, humor e amor                                         | 2022              | LEMOS, ALLAN CARLOS MAZZONI (Org.); SOARES, E. (Org.); FIGUEIREDO, N. M. A. (Org.) | Dialética                              |
| DOR O QUINTO SINAL VITAL DO CORPO TRIDIMENSIONAL FÍSICO - EMOCIONAL - ESPIRITUAL: RASTREANDO TECNOLOGIAS DE ALÍVIO                | 2022              | FIGUEIREDO, N. M. A.; ALENCAR NETO, J. B. (Org.); MACHADO, W. C. A. (Org.); HANDEM, P. C. (Org.); PORTO, F. R. (Org.); BORBA-PINHEIRO, C. J. (Org.); ARAÚJO, S.T.C. (Org.); BITTENCOURT, A. (Org.)   | CRV                                    |
| Enfermagem: Laboratório de inovações e tecnologias - caminhos, fundamentos e experiências vividas                                 | 2021              | FIGUEIREDO, N. M. A. DE; MACHADO, W.C.A. (Org.); TONINI, T. (Org.); COSTA, E. M. (Org.); SILVA, C. R. L. (Org.); HANDEM, P. C. (Org.); SILVA, R.C.L. (Org.); PORTO, Fernando (Org.)                  | -                                      |
| O Exercício Físico e a Proteção da Saúde: Um Novo Olhar para o Corpo e o Movimento                                                | 2021              | BORBA-PINHEIRO, C. J. (Org.); FIGUEIREDO, N. M. A. (Org.) | Appris                                 |
| REABILITAÇÃO II - AVATARES PARA CUIDADOS COM PESSOAS COM DEFICIÊNCIA: sentidos - físico, mental, emocional e existencial          | 2021              | MACHADO, W. C. A. (Org.); FIGUEIREDO, N. M. A. (Org.); MARTINS, M. M. (Org.); Tholl, Adriana Dutra (Org.); TONINI, T. (Org.)                                                                         | CRV                                    |
| Reabilitação: nômades em busca de sentido para o cuidado da pessoa com deficiência adquirida                                      | 2018              | FIGUEIREDO, N. M. A.; MACHADO, W. C. A.; MARTINS, M. M. | CRV                                    |
| TERAPIA OCUPACIONAL E TUBERCULOSE PULMONAR: Cuidados e práticas                                                                   | 2018              | BITTENCOURT, A. (Org.); FIGUEIREDO, N.M.A. (Org.) | Appris                                 |
| A AMIZADE NA ÁGORA CONTEMPORÂNEA: Uma Matriz Pedagógica/Andrógica no Contexto do Ensino Superior na Saúde                         | 2017              | BELMONTE, T. S. A. (Org.); IGLESIAS, A. C. R. G. (Org.); FIGUEIREDO, N.M.A. (Org.); MENDES, F. R. P. (Org.)                                                                                          | -                                      |
| AÇÕES MULTIPROFISSIONAIS SOBRE O IDOSO COM OSTEOPOROSE: Um enfoque no exercício físico                                            | 2016              | BORBA-PINHEIRO, Cláudio J. (Org.); DANTAS, E. H. M. (Org.); FIGUEIREDO, NÉBIA (Org.) | Yendis                                 |
| MULHERES DE 'PEITO': Um olhar sensível e científico sobre obesidade e gigantomastia                                               | 2016              | RESENDE, JOSÉ HUMBERTO CARDOSO; FIGUEIREDO, NÉBIA; SANTIAGO, Luis Carlos | SilPin                                 |
| SOBRE LEX-ART E ARTE DA ENFERMAGEM                                                                                                | 2014              | CARVALHO, Vilma de; FIGUEIREDO, NÉBIA MARIA ALMEIDA DE | Yendis                                 |
| BASTIDORES DO CUIDADO: A ARTE DE CUIDAR EM REABILITAÇÃO                                                                           | 2013              | FIGUEIREDO, NÉBIA MARIA ALMEIDA DE; MACHADO, Wiliam Cesar Alves; PORTO, I. S. | -                                      |
| GERONTOLOGIA - Atuação da Enfermagem no processo de envelhecimento                                                                | 2012              | FIGUEIREDO, NÉBIA; TONINI, T. (Org.) | Yendis                                 |
| TRATADO CUIDADOS DE ENFERMAGEM MÉDICO-CIRÚRGICO                                                                                   | 2012              | FIGUEIREDO, NÉBIA; MACHADO, W. A. C. (Org.) | Roca                                   |
| PRÁTICAS DE ENFERMAGEM - ENSINANDO A CUIDAR EM SAÚDE PÚBLICA                                                                      | 2012              | FIGUEIREDO, NÉBIA | Yendis                                 |
| SUS e Saúde da Família para Enfermagem                                                                                            | 2011              | FIGUEIREDO, NÉBIA MARIA ALMEIDA DE; TONINI, Teresa | Yendis                                 |
| QUIMO - ENFERMAGEM (TEORIAS & DICAS: Questões de Provas Comentadas)                                                               | 2010              | SILVA, Roberto Carlos Lyra da; FIGUEIREDO, NÉBIA; SANTORO, Deyse Conceição; PORTO, Fernando Rocha; AMORIM, Wellington Mendonça de; SILVA, Carlos Roberto Lyra da; VOIVODIC, Raquel; RANGEL, A. S. J. | Editora Águia Dourada                  |
| MEMÓRIAS MOLECULARES: pulsações nas perdas e ganhos de um doutorado (im)possível - Relato de uma experiência do desejo            | 2010              | FIGUEIREDO, NÉBIA; TONINI, Teresa; MELO, Enirtes Caetano Prates; AMORIM, Wellington Mendonça de | Yendis Editora                         |
| ESPECIALIZAÇÃO EM ENFERMAGEM - atuação, intervenção e cuidados de enfermagem                                                      | 2010              | VIANA, Dirce Laplaca (Org.); LEAO, E. R. (Org.); FIGUEIREDO, NÉBIA (Org.) | Yendis Editora Ltda                    |
| CORPO & SAÚDE - CONDUTAS CLÍNICAS DE CUIDAR                                                                                       | 2009              | FIGUEIREDO, NÉBIA; MACHADO, Wiliam Cesar Alves (Org.) | Editora Águia Dourada                  |
| ARTE E SAÚDE - Experimentações Pedagógicas em Enfermagem                                                                          | 2009              | TAVARES, Renan (Org.); FIGUEIREDO, NÉBIA (Org.) | Editora Yendis                         |
| ENFERMAGEM ONCOLÓGICA: Conceitos e práticas                                                                                       | 2009              | FIGUEIREDO, NÉBIA; LEITE, Joséte Luzia (Org.); MACHADO, Wiliam Cesar Alves (Org.); MOREIRA, Marlea Chagas (Org.); TONINI, Teresa (Org.)                                                              | Yendis Editora Ltda                    |
| DIAGNÓSTICO DE ENFERMAGEM: Adaptando a taxonomia à realidade                                                                      | 2009              | FIGUEIREDO, NÉBIA | Yendis Editora Ltda                    |
| Cardiopatias - Avaliação e Intervenção em Enfermagem                                                                              | 2009              | FIGUEIREDO, NÉBIA MARIA ALMEIDA DE | Yendis                                 |
| FERIDAS - fundamentos e atualizações em enfermagem                                                                                | 2007              | SILVA, Roberto Carlos Lyra da (Org.); FIGUEIREDO, NÉBIA (Org.); MEIRELES, I. B. (Org.) | Yendis Editora Ltda                    |
| SUS E PSF PARA ENFERMAGEM - Práticas para o Cuidado em Saúde Coletiva                                                             | 2007              | FIGUEIREDO, NÉBIA; TONINI, Teresa (Org.) | Yendis Editora Ltda                    |
| Método e Metodologia na Pesquisa Científica                                                                                       | 2007              | FIGUEIREDO, NÉBIA MARIA ALMEIDA DE | Yendis                                 |
| FUNDAMENTOS DO USO DE TECNOLOGIAS NA ENFERMAGEM                                                                                   | 2006              | FIGUEIREDO, NÉBIA; VIANA, Dirce Laplaca (Org.) | Yendis                                 |
| EMERGÊNCIA: ATENDIMENTO E CUIDADOS DE ENFERMAGEM                                                                                  | 2006              | FIGUEIREDO, NÉBIA; VIEIRA, Alvaro Alberto de Bittencourt (Org.) | Yendis                                 |
| CENTRO CIRÚRGICO: ATUAÇÃO, INTERVENÇÃO E CUIDADOS DE ENFERMAGEM                                                                   | 2006              | FIGUEIREDO, NÉBIA; LEITE, Joséte Luzia (Org.); MACHADO, Wiliam Cesar Alves (Org.) | Yendis                                 |
| CTI: ATUAÇÃO, INTERVENÇÃO E CUIDADOS DE ENFERMAGEM                                                                                | 2006              | FIGUEIREDO, NÉBIA; SILVA, Carlos Roberto Lyra da (Org.); SILVA, Roberto Carlos Lyra da (Org.) | Yendis                                 |
| GERONTOLOGIA: ATUAÇÃO DA ENFERMAGEM NO PROCESSO DE ENVELHECIMENTO                                                                 | 2006              | FIGUEIREDO, NÉBIA; TONINI, Teresa (Org.) | Yendis                                 |
| TRATADO PRÁTICO DE ENFERMAGEM | 2006              | FIGUEIREDO, NÉBIA; VIANA, Dirce Laplaca (Org.) | Yendis Editora                         |
| PRÁTICA DA PESQUISA NAS CIÊNCIAS HUMANAS E SOCIAIS - ABORDAGEM SOCIOPOÉTICA                                                       | 2005              | SANTOS, Iraci dos; GAUTHIER, Jaques; FIGUEIREDO, NÉBIA; PETIT, Sandra Haydée | Editora Atheneu                        |
| ENSINANDO A CUIDAR EM SAÚDE PÚBLICA                                                                                               | 2005              | FIGUEIREDO, NÉBIA | Yendis                                 |
| ENSINANDO A CUIDAR DA MULHER, DO HOMEM E DO RECÉM-NASCIDO                                                                         | 2005              | FIGUEIREDO, NÉBIA | Yendis                                 |
| ADMINISTRAÇÃO DE MEDICAMENTOS - REVISANDO UMA PRÁTICA DE ENFERMAGEM                                                               | 2005              | FIGUEIREDO, NÉBIA | Yendis                                 |
| CUIDANDO DE CLIENTES COM NECESSIDADES ESPECIAIS, MOTORA E SOCIAL                                                                  | 2004              | FIGUEIREDO, NÉBIA; MACHADO, Wiliam Cesar Alves (Org.); TONINI, Teresa (Org.) | Difusão Editora                        |
| TECNOLOGIAS E TÉCNICAS EM SAÚDE: COMO E PORQUE UTILIZÁ-LAS NO CUIDADO DE ENFERMAGEM                                               | 2004              | FIGUEIREDO, NÉBIA | Difusão Editora                        |
| DIAGNÓSTICO DE ENFERMAGEM - ADAPTANDO A TAXONOMIA À REALIDADE                                                                     | 2004              | FIGUEIREDO, NÉBIA | Difusão Editora                        |
| CUIDANDO DE CLIENTES CARDIOPÁTICOS                                                                                                | 2004              | FIGUEIREDO, NÉBIA; STIPP, Marluci Andrade Conceição (Org.); LEITE, Joséte Luzia (Org.) | Difusão Editora                        |
| CUIDANDO EM EMERGÊNCIA | 2004              | FIGUEIREDO, NÉBIA | Difusão Editora                        |
| PRÁTICAS DE ENFERMAGEM - ENSINANDO A CUIDAR EM SAÚDE PÚBLICA                                                                      | 2003              | FIGUEIREDO, NÉBIA | Difusão Paulista de Enfermagem         |
| PRÁTICAS DE ENFERMAGEM: ENSINANDO A CUIDAR DA MULHER E DO RECÉM-NASCIDO                                                           | 2003              | FIGUEIREDO, NÉBIA | Difusão Paulista de Enfermagem         |
| PRÁTICAS DE ENFERMAGEM - ENSINANDO A CUIDAR DA CRIANÇA                                                                            | 2003              | FIGUEIREDO, NÉBIA | Difusão Paulista de Enfermagem         |
| ENFERMAGEM ASSISTENCIAL NO AMBIENTE HOSPITALAR - REALIDADE - QUESTÕES - SOLUÇÕES                                                  | 2003              | SANTOS, Iraci dos; FIGUEIREDO, NÉBIA; PADILHA, Maria Itayra Coelho de Souza; SOUZA, Sonia Regina de Oliveira da Silva e; MACHADO, Wiliam Cesar Alves; CUPELLO, Antonio José                          | Editora Atheneu                        |
| PRECEPTORIA NA RESIDÊNCIA EM ENFERMAGEM                                                                                           | 2003              | BERARDINELLI, Lina Márcia Mária Miguéis; COELHO, Maria José; FIGUEIREDO, NÉBIA | Editora de Publicações Biomédicas Ltda |
| PRÁTICAS DE ENFERMAGEM - FUNDAMENTOS, CONCEITOS, SITUAÇÕES E EXERCÍCIOS                                                           | 2002              | FIGUEIREDO, NÉBIA | Difusão Paulista de Enfermagem         |
| PRÁTICAS DE ENFERMAGEM: ENSINANDO A CUIDAR DE CLIENTES EM SITUAÇÕES CLÍNICAS E CIRÚRGICAS                                         | 2002              | FIGUEIREDO, NÉBIA | Difusão Paulista de Enfermagem         |
| A PASSAGEM PELOS ESPELHOS: A CONSTRUÇÃO DA IDENTIDADE PROFISSIONAL DA ENFERMEIRA                                                  | 2002              | GUITTON, B.; FIGUEIREDO, NÉBIA; PORTO, I. S. | Intertexto                             |
| ENFERMAGEM FUNDAMENTAL: REALIDADE, QUESTÕES E SOLUÇÕES                                                                            | 2001              | SANTOS, Iraci dos (Org.); FIGUEIREDO, NÉBIA (Org.); DUARTE, Maria Jalma Rodrigues Santana (Org.); SOBRAL, V. R. S. (Org.); MARINHO, A. M. (Org.)                                                     | Editora Atheneu                        |
| O DESEJO E A NECESSIDADE NO CUIDADO COM O CORPO: UMA PERSPECTIVA ESTÉTICA NA PRÁTICA DE ENFERMAGEM                                | 2001              | FIGUEIREDO, NÉBIA; TEIXEIRA, E. R. | EdUFF                                  |
| O CORPO DA ENFERMEIRA COMO INSTRUMENTO DO CUIDADO                                                                                 | 1999              | FIGUEIREDO, NÉBIA | Revinter Ltda                          |
| O SOCORRO, O SOCORRIDO E O SOCORRER: CUIDAR/CUIDADOS EM ENFERMAGEM DE EMERGÊNCIA                                                  | 1999              | FIGUEIREDO, NÉBIA | Editora Anna Nery-UFRJ                 |
| A PASSAGEM PELOS ESPELHOS | 1998              | FIGUEIREDO, NÉBIA MARIA ALMEIDA DE; PORTO, I. S.; OLIVEIRA, Beatriz Guitton | Intertexto                             |